# Никола Хаджиев (Лехово)
 Тази статия е за серския деец на ВМОРО и ВМРО.  За охридския деец на ВМОРО вижте Никола Хаджиев (Райчица).  
Никола Николов Хаджиев, наречен Даскала и Венизелос, е български революционер, деец на Вътрешната македоно-одринска революционна организация и на Вътрешната македонска революционна организация.

## Биография
Никола Хаджиев е роден в 1882 година във демирхисарското село Лехово, тогава в Османската империя, в семейството на Никола Тодоров Уланов, син на Тодор Уланов. Завършва гимназия в Сяр и Солун. Става учител в родно си село в 1903 година. Поддържа имот в Пиперица, където се жени. Влиза във ВМОРО и оглавява леховския революционен комитет в състав Димитър Шарков, Костадин Иванов Попов, Кръстьо Шаламанов, Стоян Гонгов и Стоян Попов. Подпомага Пейо Яворов в печатането на вестник „Свобода или смърт“ в Алиботуш в началото на февруари 1903 г. Яворов живее у Хаджиев от февруари до Великден, когато държи слово в църквата, след което се мести у Папа Стоян до Гергьовден.
На 21 април 1903 година в къщата на Хаджиев пристигат 6 четници, начело с Йонко Вапцаров. На другия ден заедно с Яворов и хектографа те тръгват към Ловчанския конгрес, водени от леховските куриери Андон Чингов и Костадин Гъсков. На път за Голешово попадат на войска и започват сражение. Гъсков бяга към Лехово и съобщава на комитета, който организира местните четници Тодор Тарагюлев, Костадин Спанювиков, Тодор Ангов Хаджиев и други, които заедно с намиращите се в Лехово четници на Сандански Петър Витанов от Пиперица (шурей на Хаджиев), Стоян Барбарото също от Пиперица и дядо Божин от Петрово, фелдшер при Сандански, се намесват в сражението, а привечер пристига и четата на дядо Илия Кърчовалията и така четниците успяват да дочакат нощта и да се измъкнат от обкръжението.
Хаджиев поддържа санданистите и е в близък контакт с Яне Сандански, а къщата му в Лехово е пункт на организацията. Участва в подготовката на преговорите с младотурците преди и след Младотурската революция в 1908 година. След преврата участва в установяването на конституционното управление в Сярско. В работата по създаване на Народната федеративна партия Хаджиев е между първите съмишленици на Сандански.
След освобождението на Демирхисарско по време на Балканската война в 1912 година, Хаджиев е назначен за околийски управител на Демирхисарска околия.
След Първата световна война, в 1918 година, когато Лехово е върнато на Гърция, семейството на Хаджиев се изселва в останалото в България съседно село Пиперица. Заедно със синовете си Тодор и Кирил Хаджиеви подкрепя левицата във възстановената организация. Привърженик е на ръководителя на Спомагателната организация на ВМРО Алеко Василев.
На 11 ноември 1923 година е избран за депутат от листата на Демократическия сговор от Петрички окръг заедно с Атанас Маджаров, пунктов началник на ВМРО и учител в Петрич, Димитър Голев, адвокат от Банско, Михаил Монев, чиновник в Горна Джумая, д-р Иван Каранджулов, виден юрист и д-р Петър Кушев.
Делегат е на Серския конгрес на ВМРО на 1-2 септември 1924 година от Демирхисарска околия, на който е избран за запасен член на Окръжния революционен комитет и за делегат на Общия конгрес на организацията.
След убийството на Алеко Василев в Горна Джумая на 12 септември 1924 г., успява да избяга във Виена с Георги Хазнатарски, Тома Радовски, Иван Коджабашиев и брат си Димитър Хаджиев. Раненият Яне Богатинов при стрелбата срещу Тодор Паница във Виена, след излизането си от виенската болница се установява в Цариград. Хаджиеви също заминават за Турция през Италия.  В 1929 година е в Цариград заедно с брат си Димитър Хаджиев, сина си Тодор Хаджиев, Яне Богатинов, Тего Куюмджиев и Михаил Герджиков формира комитет на ВМРО (обединена).
След Деветосептемврийския преврат в 1944 година Никола Хаджиев е избран за председател на Околийския комитет на Отечествения фронт в Свети Врач, а синът му Тодор Хаджиев става кмет на Катунци.
На 06.03.1948 година Никола Хаджиев умира след тежко боледуване в село Пиперица.
През 1950 г. в мазето на благоевградския затвор са убити Тодор Хаджиев, неговия брат Благой Хаджиев и Никола Коджабашев от село Ново Ходжово. Оцеляват останалите деца на Никола и Калина Хаджиеви – Кирил, Славка, Борис и Славчо. Те са репресирани от комунистическата власт по затвори, лагера Белене и интерниране до 1958 г.